# 福田 (津山市)
福田（ふくだ）は岡山県津山市にある地名。郵便番号は708-0875。

## 地理
平成の大合併前の津山市の南西端、旧・佐良山村の南端に位置する。北は高尾、皿、種、東は種、高尾、西は美咲町錦織、打穴下、打穴中、南は美咲町越尾、打穴中に接する。なお、津山市に現在福田下（旧・久米町）及び、かつてその対となる福田上（現・八社）があったが、歴史的には福田上、福田下は久米北条郡、福田は久米南条郡（後にともに久米郡）に属しており、直接的には関係がない。

### 河川
- 皿川
- 倭文川

## 歴史

### 沿革
- 1889年6月1日 - 町村制施行に伴い、久米南条郡福田村が同郡一方村、井口村、大谷村、北村、皿村、高尾村、中島村、平福村と合併し、佐良山村となる。福田村は大字福田となる。
- 1900年4月1日 - 久米南条郡が久米北条郡と合併し、久米郡となる。
- 1901年4月1日 - 佐良山村大字大谷が福岡村へ編入される。
- 1941年2月11日 -久米郡佐良山村が苫田郡東苫田村とともに津山市へ編入される。

## 世帯数と人口
2021年（令和3年）1月1日現在の世帯数と人口は以下の通りである。
| 町丁 | 世帯数  | 人口  |
| ---- | ------- | ----- |
| 福田 | 152世帯 | 323人 |

## 小・中学校の学区
市立小・中学校に通う場合、学区は以下の通りとなる。
| 番地 | 小学校               | 中学校               |
| ---- | -------------------- | -------------------- |
| 全域 | 津山市立佐良山小学校 | 津山市立津山西中学校 |

## 交通

### 道路
- 国道53号
- 国道429号

## 施設
- スズキアリーナ津山中央津山南店
- 信照院